# Ophiocoma schoenleinii
Ophiocoma schoenleinii är en ormstjärneart som beskrevs av Müller och Franz Hermann Troschel 1842. Ophiocoma schoenleinii ingår i släktet Ophiocoma och familjen Ophiocomidae.
Artens utbredningsområde är Moçambique. Inga underarter finns listade i Catalogue of Life.